# Liste der denkmalgeschützten Objekte in Auerbach (Oberösterreich)
Die Liste der denkmalgeschützten Objekte in Auerbach enthält die denkmalgeschützten, unbeweglichen Objekte der Gemeinde Auerbach im Bezirk Braunau am Inn.

## Denkmäler
| Foto |                 | Denkmal                                                                      | Standort                              | Beschreibung | Metadaten |
| ---- | --------------- | ---------------------------------------------------------------------------- | ------------------------------------- | --- | --- |
| ja   | Datei hochladen | Kath. Pfarrkirche hl. Remigius und Friedhof HERIS-ID: 52030 Objekt-ID: 58009 | bei Auerbach 4 Standort KG: Auerbach  | Die Pfarrkirche Hl. Remigius, 868 erstmals urkundlich erwähnt, ist im Kern spätromanisch und wurde später zu einer gotische Staffelkirche umgestaltet. Das dreischiffige und dreijochige Langhaus ist aus dem Jahr 1382, der Chor (mit 5/8 Schluss, netzrippengewölbt) ist breiter als das Mittelschiff und von 1410. Das Mittelschiff ist sternrippengewölbt, die Seitenschiffe kreuzrippengewölbt. Der Turm an der Westseite ist oben ins Achteck übergeführt und mit Zwiebelhelm ausgestattet. 1953 wurden bei einer Restaurierung im Kircheninneren spätgotische Wandmalereien freigelegt. Der Hochaltar stammt aus dem Jahr 1729, das Altarbild zeigt die Taufe des Königs Chlodwig durch Remigius. Eine Statue des Hl. Georg, um 1510, wurde im 17. Jahrhundert überschnitzt (besonders das Gesicht) und dadurch in den Hl. Florian umgewandelt. | BDA-Hist.: Q23541762 Status: § 2a Stand der BDA-Liste: 2025-06-30 Name: Kath. Pfarrkirche hl. Remigius und Friedhof GstNr.: 1121                        |
| ja   | Datei hochladen | Hallstatt-Gräberfeld Siedelberg HERIS-ID: 112180 Objekt-ID: 130249           | Flur Siedelberg Standort KG: Auerbach | In der Flur Siedlerberg wurden im 19. Jahrhundert Grabhügelnekropolen aus der Hallstattzeit entdeckt. Anmerkung: Koordinaten beziehen sich auf einen Punkt, an dem drei angeführte Grundstücke zusammentrafen. | BDA-Hist.: Q37829156 Status: Bescheid Stand der BDA-Liste: 2025-06-30 Name: Hallstatt-Gräberfeld Siedelberg GstNr.: 221, 222, 225, 228, 229             |
| ja   | Datei hochladen | Kath. Filialkirche hl. Stephan HERIS-ID: 37988 Objekt-ID: 37466              | Höring Standort KG: Irnprechting      | Der gotische Kirchenbau hat ein einschiffiges dreijochiges eher breites und niedriges netzrippengewölbtes Langhaus und einen leicht eingezogenen etwas überhöhten einjochen Chor mit einem Dreiachtelschluss. Die gotischen Rippen wurden entfernt. Das Westtürmchen hat einen achteckigen Aufsatz mit einem Spitzhelm. | BDA-Hist.: Q23541640 Status: Bescheid Stand der BDA-Liste: 2025-06-30 Name: Kath. Filialkirche hl. Stephan GstNr.: .92 Filialkirche hl. Stephan, Höring |